# Michelle Harrison
Michelle Harrison (ur. 1979 w Grays) – brytyjska pisarka, autorka powieści fantasy, twórczyni literatury dla dzieci i młodzieży.
Za swoją debiutancką powieść 13 skarbów otrzymała w 2009 nagrodę Waterstone's Children's Book Prize.
Mieszka w Oxfordshire.

## Powieści
Trylogia Trzynaście skarbów
1. 13 Treasures (2009) (wyd. pol. 2010 13 skarbów)
2. 13 Curses (2010) (wyd. pol. 2011 13 zaklęć)
3. 13 Secrets (2011)

- Unrest (2012)